# 门迪希
门迪希（德語：Mendig，發音：[ˈmɛndɪç] ⓘ）是德国莱茵兰-普法尔茨州迈恩-科布伦茨县的城市，面积23.75平方千米，2023年12月31日人口为9,108人。